# Walter Haman
Walter Haman (* in Fresno) ist ein US-amerikanischer Cellist.
Haman spielte zunächst Kontrabass, bevor er dreizehnjährig zum Cello wechselte. Er begann seine musikalische Laufbahn bei den Youth Orchestras of Fresno, denen er von 1987 bis 1991 angehörte. Im Alter von fünfzehn Jahren spielte er als Gewinner eines Wettbewerbes seines Jugendorchesters Edward Elgars Cellokonzert. Er studierte dann  bei Nancy Skei und Irene Sharp am San Francisco Conservatory of Music, bei Laurence Lesser am New England Conservatory of Music und bei David Finckel in Aspen. Er gab Konzerte in Nordamerika und Europa und trat mit dem San Francisco Symphony Orchestra und dem New Century Chamber Orchestra und als Gast mit der Band Pink Martini auf.
Von 1998 bis 2001 war Haman Erster Cellist des Festivalorchesters beim Spoleto Festival, mit dem er auch als Solist auftrat, und Mitglied des Spoleto Festival String Quartet.  Seit 2003 gehört er dem Ensemble des Utah Symphony in Salt Lake City an. In den Sommermonaten tritt er mit dem Grant Park Orchestra in Chicago auf, 2008 war er dort Erster Cellist.
Als Artist in Residence am Banff Centre for Arts schuf Haman mit dem Tänzer und Choreographen José Navas das Haman/Navas Project, das mit Musik von Benjamin Britten, Zoltán Kodály und Alan Hovhaness in Europa, Kanada und den USA auftrat. Ein weiteres Projekt mit Navas mit Musik von Johann Sebastian Bach entstand 2011 in Brügge. Die Filmemacherin Laura Taler drehte 2001 über das Duo den Dokumentarfilm Perpetual Motion.
Haman ist an der Musik-Fakultät des Caine College of the Arts der Utah State University tätig und erteilt dort das Orchestral Auditions Seminar.